# Hayao Miyazaki
Hayao Miyazaki (Japans: 宮崎 駿, Miyazaki Hayao; Tokio, 5 januari 1941) is een Japans filmregisseur, -producent, scenarioschrijver, animator, auteur en mangaka. Zijn doorbraak in het westen kwam vooral door het grote succes van Spirited Away, een animatiefilm die in 2003 bij de 75ste Oscaruitreiking werd bekroond als "Beste Animatiefilm". In Japan werd de film zo druk bezocht dat hij de film Titanic van de eerste plaats verdrong.
Miyazaki's films worden gekenmerkt door de muziek van Joe Hisaishi, met wie hij een zeer goede relatie heeft en en met wie hij sinds zijn eerste film samenwerkt.

## Biografie
Hayao Miyazaki is de tweede zoon in een familie van vier kinderen. Een deel van zijn vroege jeugd bracht hij door in het verwoeste Japan tijdens de Tweede Wereldoorlog, iets wat later een grote invloed zou hebben op zijn werk. Tijdens die periode verhuisde de familie Miyazaki vaak om de oorlog te ontvluchten.
Tijdens zijn laatste jaar middelbaar onderwijs ontdekte Miyazaki de eerste animatiefilm in kleur, The Tale of the White Serpent (白蛇伝, Hyakujaden) van Taiji Yabushita, uitgebracht in 1958. Door deze ontdekking werd Miyazaki geïnspireerd om een animatiemaker te worden. Hij bewonderde eveneens mangaka en animatiemaker Osamu Tezuka. Miyazaki begon zijn tekentalenten uit te oefenen met schetsen van vliegtuigen maar later vond hij dat hij Osamu Tezuka’s stijl te veel benaderde en vernietigde hij al zijn schetsen.
In 1963 studeerde Miyazaki af aan de universiteit van Gakushuin (学習院大学, Gakushūin Daigaku) met een diploma in economische en politieke wetenschappen. Hij was lid van Children’s Literature Research Club die ondertussen omgedoopt werd tot The Comic Club. In datzelfde jaar nog werd Miyazaki aangenomen bij Toei Animation, een Japanse animatiestudio waar hij zijn carrière begon in de productie van de tekenfilm Watchdog Bow Wow (わんわん忠臣蔵, Wanwan Chūshingura).
In 1964 werd hij secretaris-generaal van de vakbond van Toei. In 1965 trouwde hij met collega-animator Akemi Ōta die een grote inspiratiebron werd voor zijn werk.

## Films
Miyazaki kreeg zijn eerste erkenning voor zijn medewerking aan de productie van Gulliver’s Travels Beyond the Moon (ガリバーの宇宙旅行, Gariba no Uchuu Ryoko) in 1965. Hij vond het oorspronkelijke einde niet goed en stelde een nieuw idee voor dat uiteindelijk gebruikt werd in deze film. Later kreeg hij belangrijke posten als directeur Animatie en verantwoordelijke voor concept en decor in een film van Isao Takahata, Horus, Prince of the Sun (太陽の王子 ホルスの大冒険 Taiyō no Ōji: Horusu no Daibōken, 1968). Na deze film volgden er nog veel gezamenlijke realisaties van Miyazaki en Takahata.
Voor Puss in Boots (長靴をはいた猫, Nagagutsu o Haita Neko, 1969) van Kimio Yabuki, bezorgde Miyazaki het storyboard. Kort daarna werd hij aangenomen voor de tekenfilm Flying Phantom Ship (空飛ぶゆうれい船, Sora Tobu Yūreisen) om het storyboard uit te werken en te animeren. Hetzelfde deed hij voor Animal Treasure Island (どうぶつ宝島, Dōbutsu Takarajima) en Ali Baba and the 40 Thieves. Bij die laatste was hij ook verantwoordelijk voor het ontwikkelen van personages en ontwerp.
In 1971 verliet Miyazaki Toei Animation voor A Pro, een andere animatiestudio waar hij verder zou werken met Takahata. Later begonnen ze aan een nieuw project: de serie van Pippi Longstocking. Maar dit project werd verworpen door de oorspronkelijke auteur, Astrid Lindgren, tijdens hun ontmoeting in Zweden. Dit was tevens Miyazaki’s eerste buitenlandse reis. De Scandinavische landschappen zouden vanaf dan vaak gebruikt worden in zijn films.
In 1973 schreef Miyazaki een nieuw script voor twee kortfilms met dezelfde titel, Panda! Go, Panda (パンダ・コパンダ, Panda Kopanda), met als regisseur Takahata. Het ontwerp en de animatie werden door Miyazaki gedaan.
Later in hetzelfde jaar verlieten beiden A Pro voor Nippon Animation. Daar werkten ze gedurende vijf jaar samen aan het project World Masterpiece Theater (世界名作劇場, Sekai meisaku gekijō). Deze serie is geïnspireerd door westerse romans. In die vijf jaar reisde hij naar Italië, Argentinië en Zwitserland om inspiratie op te doen voor zijn decors.
In 1979 verliet Miyazaki Nippon Animation om voor eigen rekening zijn eerste animatiefilm te regisseren bij Tokyo Movie Shinsha (hedendaags TMS Entertainment): Lupin III: The Castle of Cagliostro (ルパン三世 カリオストロの城, Rupan Sansei: Kariosutoro no Shiro). Tevens regisseerde Miyazaki 23 afleveringen van Lupin III Part I samen met Takahata en twee afleveringen van het vervolgserie Lupin III: Part II. Miyazaki gebruikte pseudoniemen zoals Teruki Tsutomu (照樹 務) en Telecom (テレコム) tijdens het regisseren van Part I en Part II.
In 1984 kwam een nieuwe animatiefilm uit van Miyazaki: Nausicaä of the Valley of the Wind ( 風の谷のナウシカ, Kaze no Tani no Naushika). In deze film komen veel thema’s als ecologie, pacifisme, feminisme en anti-militaire gevoelens voor. Men merkt terug zijn fascinatie voor vliegen. Miyazaki’s vader was directeur bij Miyazaki Airplane die toebehoorde aan Hayao’s oom. Vliegtuigen zullen alom aanwezig zijn in zijn films. Nausicaä of the Valley of the Wind is de eerste animatiefilm die Miyazaki eigenhandig schreef en zelf regisseerde. Deze tekenfilm is een aangepaste versie van zijn manga die hij twee jaar eerder begonnen was.
Na het succes van Nausicaä of the Valley of the Wind richtte Miyazaki met zijn vriend Takahata en hoofdredacteur van de Animage magazine Toshio Suzuki een eigen animatiestudio op: Studio Ghibli.
Miyazaki kreeg nog meer erkenning met de films Laputa, Castle in the Sky (天空の城ラピュタ, Tenkū no Shiro Rapyuta, 1986), My Neighbor Totoro (となりのトトロ, Tonari no Totoro, 1988) en Kiki’s Delivery Service (魔女の宅急便, Majo no Takkyūbin, 1989).
In 1992 kwam Porco Rosso (紅の豚, Kurenai no Buta) uit. In tegenstelling tot zijn vorige werk is het hoofdpersonage hier een man. Deze film vertelt het verhaal van een premiejager en een Amerikaanse huursoldaat waarbij het dilemma tussen zelfzuchtigheid en plichtbewustzijn verkend wordt. Deze animatiefilm kan men beschouwen als een abstract zelfportret van Hayao Miyazaki.
In 1997, met Princess Mononoke (もののけ姫, Mononoke-Hime) komen de thema’s van ecologie terug zoals in Nausicaä of the Valley of the Wind. Dit verhaal gaat over de invloed van de mens op de natuur en is tevens de gewelddadigste animatie uit zijn collectie en won de prijs voor de Beste Film bij de Japanse Academy Awards. Na deze film laste Miyazaki een pauze in.
Tijdens zijn onderbreking bracht Miyazaki veel tijd door bij de familie van een vriend. Een van de dochters van zijn vriend was een bron van inspiratie tot het maken van Spirited Away (千と千尋の神隠し, Sen to Chihiro no Kamikakushi) die in 2001 uitkwam. Deze film handelt in wezen over het respect van kinderen ten aanzien van hun ouders. Het vrouwelijke hoofdpersonage, Chihiro, wordt verplicht om in een badhuis voor geesten te werken nadat haar ouders door een tovenares in varkens getransformeerd werden. Met veel doorzettingsvermogen gaat ze op zoek naar haar ouders. Deze animatiefilm won vele prijzen zoals Beste Film in de Japanse Academy Awards (2001), de Gouden Beer in het Film Festival van Berlijn (2002) en een Oscar voor Beste Animatiefilm.
In 2004 kwam Miyazaki terug om Howl’s Moving Castle (ハウルの動く城, Hauru no Ugoku Shiro) te regisseren nadat de oorspronkelijke regisseur de productie verliet. Howl’s Moving Castle is gebaseerd op de roman van Diana Wynne Jones en is in première gegaan op het filmfestival van Venetië in 2004. De film werd genomineerd voor de Oscar voor Beste Animatiefilm een jaar later, maar de Oscar werd toegewezen naar Wallace & Gromit: The Curse of the Were-Rabbit.
Ponyo (崖の上のポニョ, Gake no Ue no Ponyo) uit 2008, vertelt het verhaal van de vijfjarige Sosuke en de goudvis Ponyo. Zeventig tot tachtig percent van deze animatiefilm speelt zich af aan de zee. Het is een uitdaging voor Miyazaki om expressie te geven aan de zee zonder behulp van digitale technieken. Deze animatie werd volledig met de losse hand getekend in tegenstelling tot zijn vorige projecten.
In 2013 schreef en regisseerde Miyazaki The Wind Rises (風立ちぬ, Kaze Tachinu), een sterk gefictionaliseerde versie van het levensverhaal van Jiro Horikoshi (1903-1982). Hij was de ontwerper van twee vliegtuigen die door Japan in de Tweede Wereldoorlog werden gebruikt. De film werd genomineerd voor tientallen prijzen en won er ook verschillende. Niettemin kwam er ook veel kritiek van mensen die het ongehoord vonden dat de ontwerper van zulke "killing machines" het hoofdpersonage in een animatiefilm werd. Net zoals Howl's Moving Castle kreeg The Wind Rises een nominatie voor de Oscar voor Beste Animatiefilm.
In September 2013, kort na de voltooing van The Wind Rises kondigde Miyazaki aan dat hij zou stoppen met het regisseren van animatiefilms, echter kondigde Suzuki in 2017 aan dat Miyazaki een nieuw film zou maken. Deze nieuwe film werd The Boy and the Heron en werd in juli 2023 uitgebracht. Miyazaki en Suzuki werden genomineerd voor de Oscar voor Beste Animatiefilm en hadden tevens de Oscar gewonnen.

### Als regisseur (selectie)
- 1978: Future Boy Conan - (未来少年コナン Mirai Shōnen Conan) (televisieserie)
- 1979: The Castle of Cagliostro (Lupin III) - (ルパン三世カリオストロの城 Rupan sansei: Kariosutoro no shiro) (tevens scenario)
- 1984: Nausicaä of the Valley of the Wind - (風の谷のナウシカ Kaze no tani no Naushika) (tevens scenario)
- 1986: Castle in the Sky - (天空の城ラピュタ Tenkū no shiro Rapyuta) (tevens scenario)
- 1988: My Neighbor Totoro - (となりのトトロ Tonari no Totoro) (tevens scenario)
- 1989: Kiki's vliegende koeriersdienst - (魔女の宅急便 Majo no takkyubin) (tevens scenario en producent)
- 1992: Porco Rosso - (紅の豚 Kurenai no buta) (tevens scenario)
- 1995: On Your Mark (korte film, muziekvideo) (tevens scenario)
- 1997: Prinses Mononoke - (もののけ姫 Mononoke Hime) (tevens scenario)
- 2001: Spirited Away - (千と千尋の神隠し Sen to Chihiro no Kamikakushi) (tevens scenario)
- 2004: Howl's Moving Castle - (ハウルの動く城 Hauru no Ugoku Shiro) (tevens scenario)
- 2008: Ponyo - (崖の上のポニョ Gake no ue no Ponyo) (tevens scenario)
- 2013: The Wind Rises (風立ちぬ Kaze Tachinu) (tevens scenario)
- 2018: Boro the Caterpillar (毛虫のボロ; Kemushi no Boro) (korte film) (tevens scenario)
- 2023: The Boy and the Heron (君たちはどう生きるか Kimitachi wa Dō Ikiru ka) (tevens scenario)

### Als scenarioschrijver (selectie)
- 1995: Whisper of the Heart (耳をすませば; Mimi wo Sumaseba)

## Traditionele of digitale animatie
In tegenstelling tot de Amerikaanse animatie wordt bij Japanse animatie het script samen met de storyboard opgesteld. Kort daarop begint men met de animatie vooraleer het script een einde heeft.
Tot voor 1997 gebruikte Miyazaki traditionele animatietechnieken. Tijdens de productie van Prinses Mononoke paste hij voor het eerst digitale animatietechnieken toe samen met het traditionele ink-and-paintproces. Maar sinds Ponyo keert Miyazaki terug naar de handgetekende animatie. Het departement digitale animatie in Studio Ghibli werd zelfs ontbonden in 2008.

## Vrouwelijke personages
In de meeste films van Miyazaki zijn de hoofdpersonages vrouwen. Ook al hebben ze niet de hoofdrol, zijn heldinnen nemen in zijn films een belangrijke plaats in; ze zijn sterk en onbevreesd. Vele van hen zijn kinderen of pubers, aangezien die zich gemakkelijker uiten dan volwassenen. Maar hun rol plaatst hen meestal in moeilijke situaties die hen dwingen om zich als volwassenen te gedragen.
Alle leeftijden komen voor in zijn films, van klein meisje in Spirited Away tot grootmoeder in Howl's Moving Castle.